# Banda Aceh
Ne doit pas être confondu avec Aceh.
Banda Aceh est la capitale de la province indonésienne d'Aceh. Elle est située sur la plaine côtière de la pointe nord de Sumatra, à l'embouchure de la rivière Aceh. La ville a le statut de kota. Sa population était de 220 433 habitants en 2010.

## Histoire

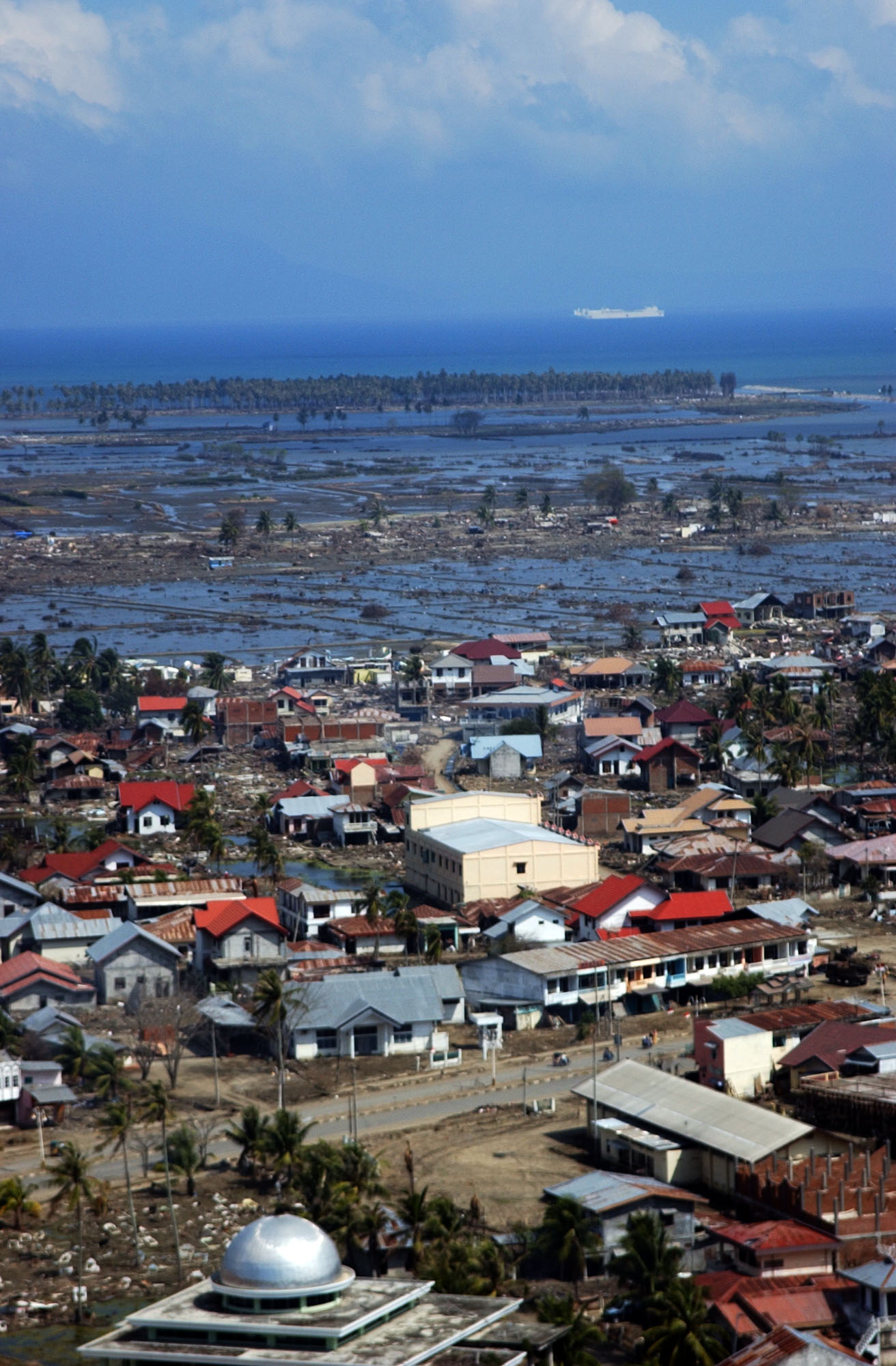
Banda Aceh en 2005, peu après le tsunami.

Jusqu'en 1962, le nom de la ville était Kota Radja, « la ville des rois », capitale de l'ancien sultanat d'Aceh.
La ville a été ravagée par le tsunami qui a suivi le tremblement de terre du 26 décembre 2004. Un apport massif de fonds a facilité la reconstruction de la ville.

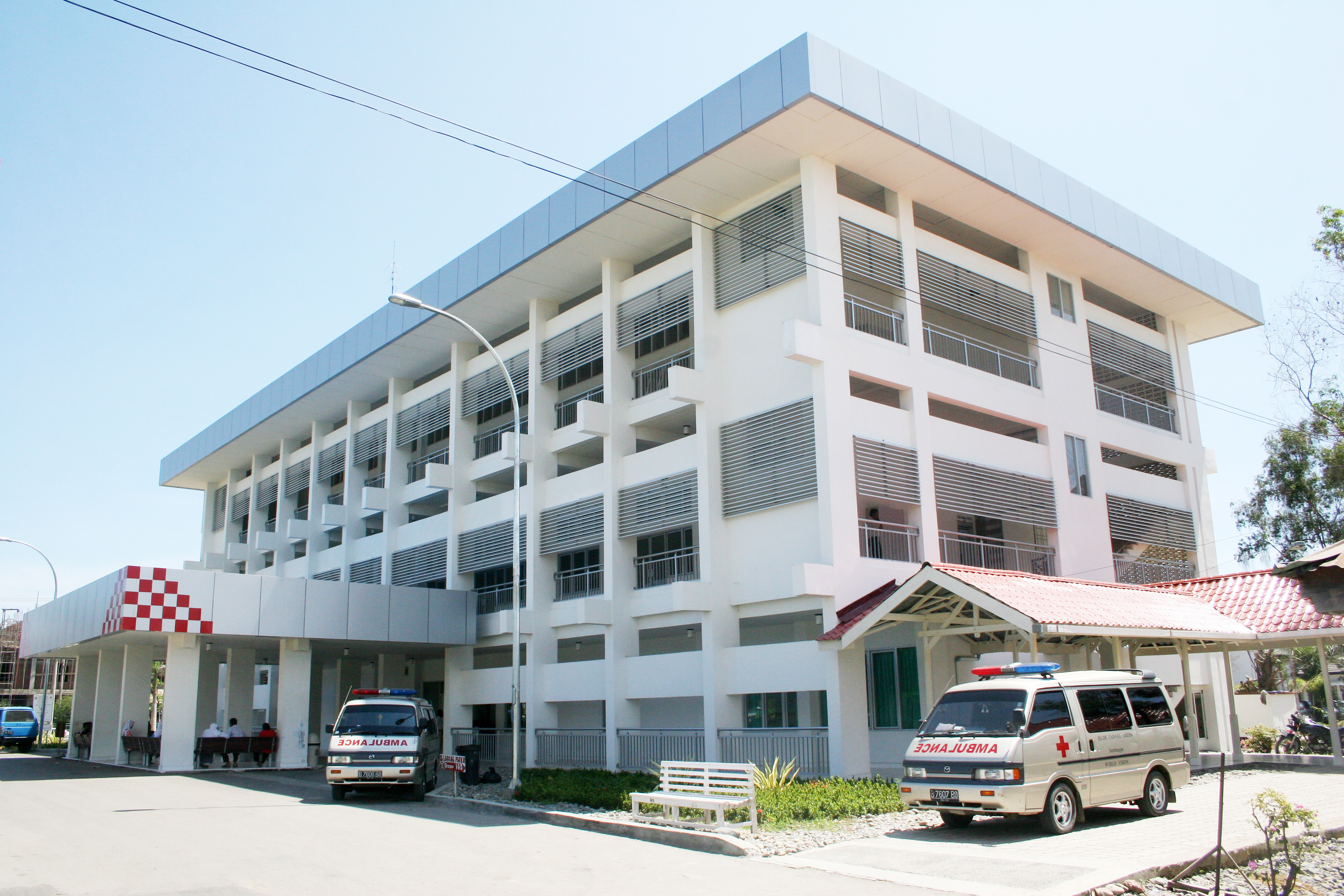
L'hôpital Zainoel Abidin.
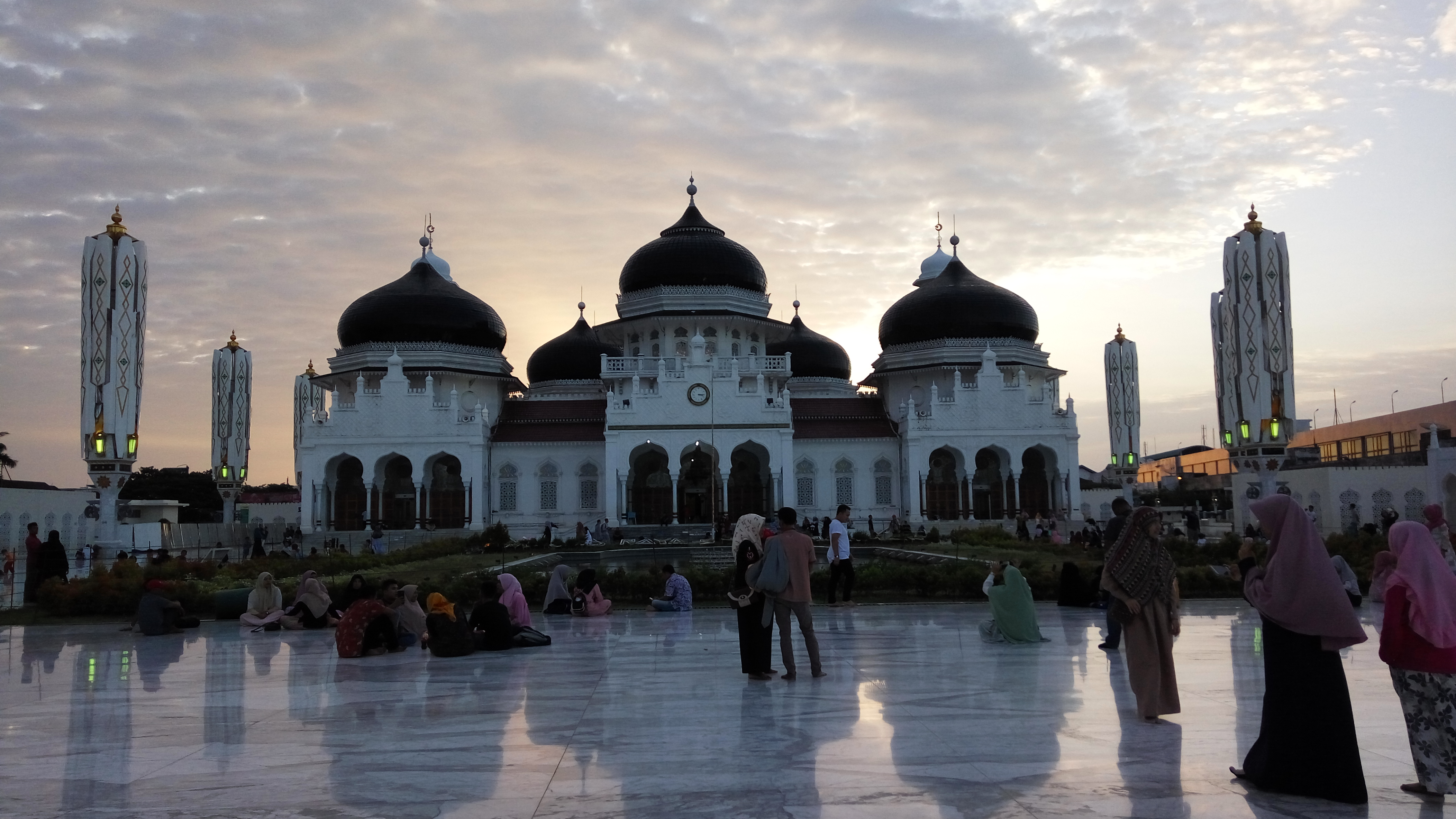
La Grande Mosquée Baiturrahman.
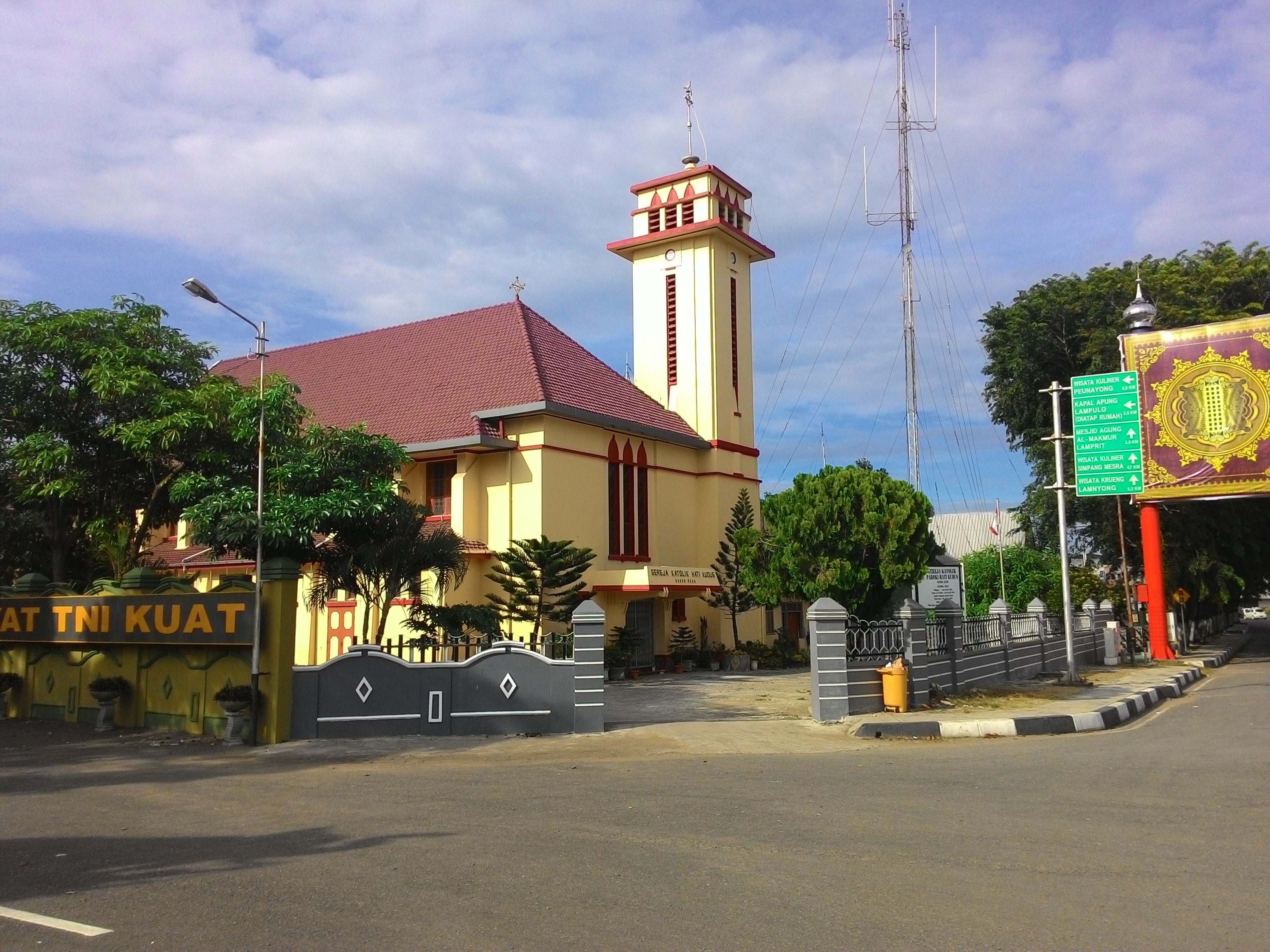
L'église du Sacré Cœur à Banda Aceh.

## Tourisme
La ville abrite les vestiges de plusieurs époques.
Le cimetière militaire du Kerkhoff abrite les tombes de 2 200 soldats néerlandais morts pendant la guerre d'Aceh. La plus ancienne tombe du cimetière date de 1873.
Le musée d'Aceh retrace l'histoire de l'ancien sultanat et de la province d'Aceh. Il présente une collection d'objets historiques, culturels et ethnographiques.
Après le tsunami de 2004, un musée mémorial a été construit dans la ville pour conserver le souvenir de cet évènement. D'autres lieux touristiques de la ville sont liés à cet évènement comme le Museum PLTD Apung qui est une ancienne centrale électrique flottante transportée sur 4 km à l'intérieur des terres par la force du tsunami.
En face du musée du tsunami se trouve exposé le premier avion de l'Indonésie opéré par Garuda Indonesia.

## Transport
Banda Aceh comprend un aéroport, l'aéroport international Sultan Iskandar Muda (Kutaraja, code AITA : BTJ).

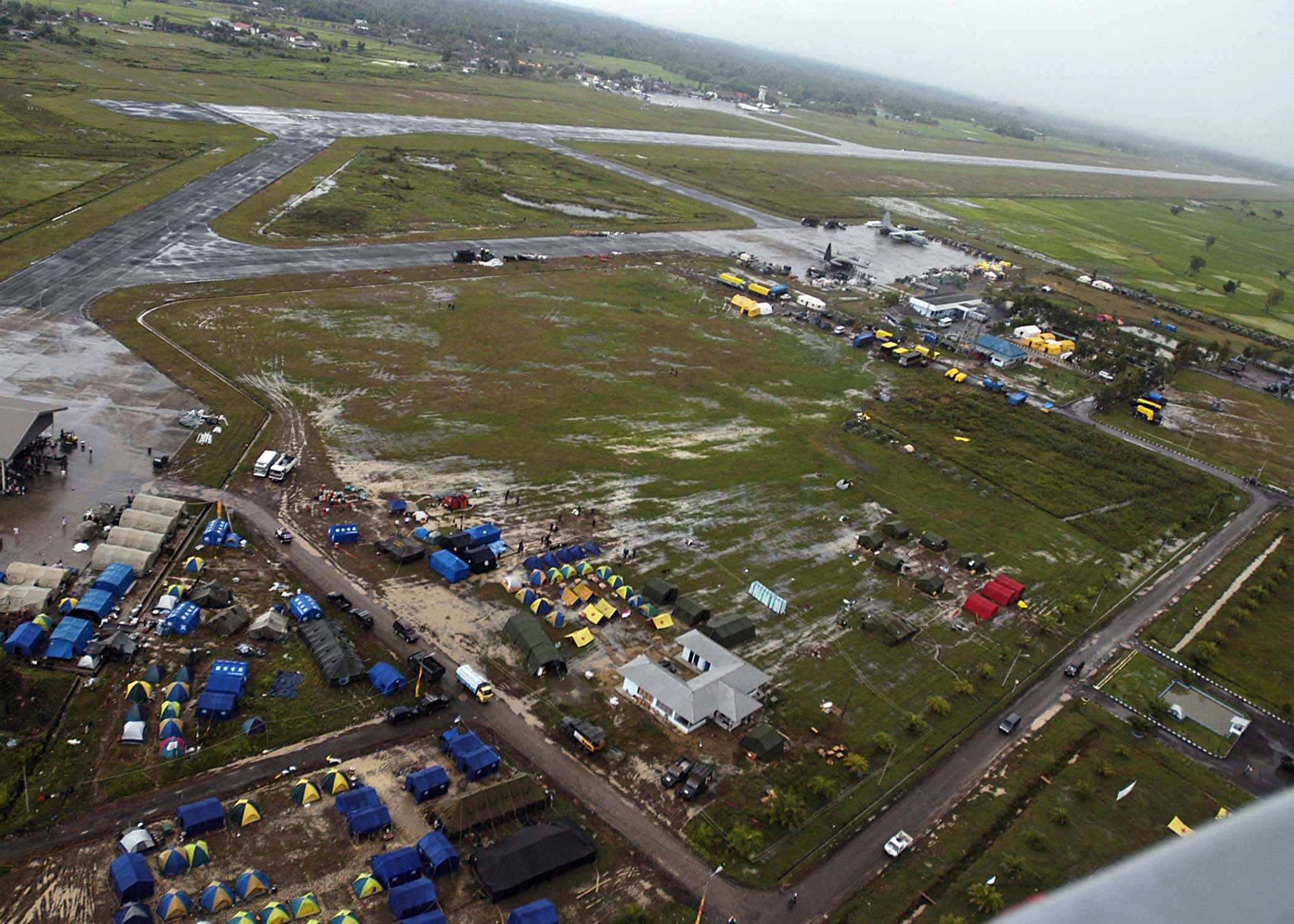
Vue aérienne de la piste de l'aéroport de Banda Aceh en janvier 2005, lors de l'acheminement de l'aide internationale aux victimes du tsunami.

## Jumelage
La ville de Banda Aceh est jumelée avec les villes suivantes : 
- Samarcande (Ouzbékistan)
- Apeldoorn (Pays-Bas)
- Sanaa (Yémen)
- Martapura (Indonésie)
- Kangar (Malaisie)